# Hélder Postiga
Hélder Manuel Marques Postiga (Vila do Conde, Portugal, 2 d'agost de 1982), més conegut com a Hélder Postiga, és un exfutbolista portuguès que jugava en la posició de centre davanter.

## Trajectòria

### FC Porto
Va debutar com a futbolista professional al Futebol Clube do Porto a la temporada 2001-2002, amb 19 anys. En les seves dues primeres temporades com a futbolista professional va jugar 58 partits i va marcar 22 gols, va guanyar la copa, la lliga i la Copa de la UEFA.

### Tottenham Hotspur
Tot i que va arribar com una estrella a l'equip anglès, Postiga no s'adapta al futbol anglès i només aconsegueix 2 gols el 19 partits disputats.

### FC Porto
Postiga va tornar a casa, on va estar fins a l'any 2008, excepte dues temporades que va estar cedit al Association Sportive de Saint-Etienne Loire i al Panathinaikos FC en aquests quatre anys va jugar 73 partits i va marcar 18 gols.

### Sporting CP
A la temporada 2008-2009 se'n va anar al Sporting CP. Va debutar amb els lleons el dia 26 de juliol contra el Blackburn Rovers.

### Reial Saragossa
Al mercat d'estiu va fitxar pel Reial Saragossa a canvi d'1.000.000 d'euros. Va ajudar l'equip aragonès a salvar-se del descens a la Lliga Adelante.

### València CF
L'estiu del 2013, el València va pagar 3 milions d'euros més 1 en variables pel jugador substituint a Nelson Valdez i Roberto Soldado. El nou entrenador, Djukic el va demanar com a reforç i Amadeo Salvo va satisfer els seus desitjos. Es va fer més popular al marcar-li 2 gols al FC Barcelona en un mateix partit, encara que van acabar perdent el partit.

### Atlético de Kolkata
Després de la seva sortida del club che, Postiga va jugar pel Lazio, Deportivo de la Corunya i Rio Ave FC. El seu últim periple com a professional va ser a l'Índia, a l'Atlético de Kolkata.

## Internacional
Postiga va ser internacional amb la selecció de futbol de Portugal absoluta en 71 ocasions, marcant 27 gols i participant en les Eurocopes de 2004, 2008 i 2012 i en les Copes del Món de 2006 i 2014.